# Лыжное двоеборье на зимних Олимпийских играх 1960
Соревнования по лыжному двоеборью на зимних Олимпийских играх 1960 в Скво-Вэлли прошли с 21 по 22 февраля. Был разыгран 1 комплект наград. В соревнованиях приняло участие 33 спортсмена из 13 стран.

## Медалисты
| Вид     | Золото                                     | Серебро                 | Бронза               |
| ------- | ------------------------------------------ | ----------------------- | -------------------- |
| Мужчины | Георг Тома Объединённая германская команда | Тормод Кнутсен Норвегия | Николай Гусаков СССР |